# Резня сирийских алавитов (2025)
С декабря 2024 года в Сирии продолжается серия массовых убийств и расправ против алавитов, в основном в прибрежном регионе страны, что является частью продолжающихся столкновений на западе страны в ходе гражданской войны в Сирии.

## Предыстория
Прибрежная Сирия, и особенно провинция Латакия, исторически являлась центром общины алавитов — религиозного меньшинства, считающегося ответвлением шиитского ислама. Семья Асадов, правившая Сирией на протяжении десятилетий, принадлежит к этому религиозному меньшинству. После падения режима Асада в декабре 2024 года и создания переходного правительства под руководством тогдашнего эмира «Хайят Тахрир аш-Шам» Ахмеда аш-Шараа произошли столкновения между правительственными войсками и сторонниками Асада, особенно в регионах со значительным алавитским населением.
14 января 2025 года Сирийская обсерватория по правам человека (SOHR) сообщила, что мирные жители-алавиты из Таснина, расположенного в сельской местности Хомса, подверглись нападению со стороны вооружённых лиц, причисляющих себя к Командованию военных операций. По данным SOHR, боевики начали широкомасштабную операцию по задержанию в деревне с раннего утра до полудня 16 января. Несколько подозреваемых оказали сопротивление при аресте. В ходе операции нападавшие подожгли семь домов и убили шестерых мирных жителей. Многочисленные жители и старейшины деревни Таснин и близлежащих поселений пытались сообщить о бойне сирийской правительственной полиции и силам безопасности, но не получили никакого ответа с упоминанием насилия.
23 января 2025 года SOHR сообщила, что сирийский Департамент военных операций совместно со своими сторонниками в деревнях Аль-Хамам, Аль-Гозайла и Аль-Гарбия начали широкомасштабную кампанию по обеспечению безопасности в сельской местности к западу от Хомса. В ходе этой операции было убито четыре мирных жителя, десять получили ранения, а ещё пятерых арестовали. Также со стороны военных имелись случаи оскорблений и издевательств. Было разрушено несколько деревенских надгробий.

## События марта 2025 года
Насилие значительно обострилось 6 марта 2025 года, когда в провинции Латакия вспыхнули ожесточённые вооруженные столкновения между сирийскими силами безопасности и вооружёнными группировками, предположительно лояльными бывшему президенту. Бои распространились на несколько городов региона, населённых преимущественно алавитами. Первоначально события развивались в районе Джаблы, но быстро распространилось на другие места. 7 марта сирийские власти ввели комендантский час в городах Тартус и Латакия на сирийском побережье. Жители Кардахи сообщили о стрельбе из крупнокалиберных пулемётов в жилых районах, им не удалось покинуть свои дома из-за интенсивных боев.
Серия массовых убийств началась в начале марта 2025 года в провинции Латакия, где, по данным базирующейся в Велибритании Сирийской обсерватории по правам человека (SOHR), сирийские силы безопасности за два дня убили сотни мирных жителей, в том числе 52 алавита в городах Аль-Мухтария и Аль-Шир в сельской местности Латакии. Эти события произошли в период обострения напряжённости и вооружённых столкновений между силами сирийского переходного правительства и остатками групп, лояльных бывшему президенту Сирии Башару Асаду.
По данным SOHR, по меньшей мере 973 мирных жителя были убиты в 39 отдельных эпизодах массового убийства с 6 по 8 марта 2025 года. Сирийская сеть по правам человека (SNHR) сообщила, что 190 мирных жителей были убиты вооружёнными ополченцами, поддерживающими сирийское правительство, в период с 6 по 8 марта.
Салафитский джихадист Абу Джабер косвенно взял на себя ответственность за бойню в Арзе 7 марта. Он заявил, что необходимо «очистить» территорию от алавитских поселений, и заявил, что следующей «на очереди» будет близлежащая алавитская деревня Рабия.
Президент Сирии Ахмед аш-Шараа заявил, что у «остатков прежнего режима» нет иного выбора, кроме как немедленно сдаться, и пообещал привлечь к ответственности «всех, кто причастен к кровопролитию среди гражданского населения».

## Реакция
Исламский совет алавитов опубликовал заявление, в котором возложил ответственность за насилие на правительство. Совет заявил, что военные конвои были отправлены в прибрежный район под предлогом уничтожения «остатков режима», но вместо этого они «терроризировали и убивали сирийцев». Организация призвала Организацию Объединённых Наций обеспечить защиту прибрежных территорий.
Сирийское правительственное информационное агентство SANA признало «некоторые отдельные нарушения» после атак проасадовских сил, которые привели к жертвам среди полиции, заявив, что власти «работают над тем, чтобы остановить их». Агентство также сообщило, что несколько человек отправились в прибрежные поселения алавитов, чтобы отомстить за нападения на правительство.
В эскалации насилия служба общей разведки Сирии обвинила «бывших военных и руководителей служб безопасности, связанных с рухнувшим режимом, в планировании этих преступлений». Министерство обороны заявило, что правительственные войска успешно отбили районы, где проасадовские силы атаковали его людей.
Позднее в тот же день администрация президента Сирии объявила о создании независимого комитета из семи человек для расследования инцидентов. Комитет уполномочен расследовать нарушения в отношении гражданских лиц, выявлять виновных и имеет право допрашивать отдельных лиц в рамках своего расследования. Они обязаны представить подробный отчёт в течение 30 дней, после чего виновные будут переданы в суд для дальнейшего судебного преследования.
В своей речи, обращённой к сирийскому народу 8 марта, президент Сирии Ахмед аш-Шараа заявил: «Некоторые остатки павшего режима попытались испытать новую Сирию, которую они не понимают. Сегодня они видят её единой, с востока на запад, с севера на юг…». Осуждая нападения на полицию, больницы и гражданских лиц со стороны повстанцев-асадистов, аль-Шараа сказал: «Вы напали на всех сирийцев и совершили непростительную ошибку. Ответный удар пришёл, и вы не смогли ему противостоять». Он потребовал, чтобы они сдали оружие «пока не стало слишком поздно», и заявил, что «продолжит работать над монополизацией оружия в руках государства, и больше не будет нерегулируемого оружия». аль-Шараа призвал проправительственных бойцов «избегать любых злоупотреблений» после того, как появились сообщения о массовых убийствах мирных жителей-алавитов в Латакии.
8 марта 2025 года Министерство обороны Сирии заявило, что не допустит нарушений со стороны сирийских военных сил или любых других вооружённых боевиков, и что был создан чрезвычайный комитет для передачи неподчиняющихся подразделений в военный суд. Представитель Минобороны Хассан Абдель Гани призвал боевиков, не имеющих никакого отношения к военной операции на сирийском побережье, покинуть этот район.

#### Демонстрации
9 марта активисты в Дамаске организовали «молчаливую демонстрацию», оплакивая массовые убийства мирных жителей и гибель сотрудников правительственных сил безопасности во время столкновений и призывая к национальному единству. На эту мемориальную акцию протеста собралось около нескольких десятков человек, некоторые из участников несли плакаты с надписями «Жизни сирийцев недёшевы».

### Международная
- Австралия: Министерство иностранных дел и торговли Австралии заявило, что правительство страны «глубоко обеспокоено» ростом насилия в Сирии и нападениями на мирных жителей. Правительство настаивает на том, чтобы все стороны проявляли сдержанность и следовали нормам международного права в отношении защиты гражданского населения[25].
- Германия: 7 марта 2025 года Министерство иностранных дел Германии призвало все стороны, вовлечённые в продолжающийся конфликт в Сирии, избегать дальнейшей эскалации насилия. В своём заявлении министерство выразило обеспокоенность в связи с ростом числа жертв на западе Сирии и призвало к мирным решениям и национальному единству. В заявлении говорится следующее: «Мы потрясены многочисленными жертвами в западных регионах Сирии. Мы призываем все стороны к поиску мирных решений, национальному единству, всестороннему политическому диалогу и правосудию переходного периода, а также к преодолению спирали насилия и ненависти»[26].
- Греция: Министерство иностранных дел Греции опубликовало заявление, в котором выразило глубокую тревогу в связи с эскалацией насилия и жертвами среди гражданского населения, призвав все стороны к деэскалации и обеспечению безопасности для всех религиозных и этнических групп. Как сообщается, министр иностранных дел Гиоргос Герапетритис заявил о необходимости обеспечения безопасности христианского населения и других меньшинств в ходе телефонного разговора с греческим православным патриархом Антиохии Иоанном X[27].
- Европейский союз: 8 марта в заявлении дипломатической службы внешних дел Европейского союза от имени Евросоюза осуждаются нападения «проасадовских элементов» на вооружённые силы переходного правительства и нападения на гражданское население. Европейский союз также осудил все попытки подорвать стабильность страны и «перспективы прочного мирного перехода, включающего и уважающего всех сирийцев в их многообразии»[28].
- Израиль: Министр обороны Исраэль Кац охарактеризовал президента Сирии Ахмеда аш-Шараа (которого Кац называет «Аль-Джулани») как «террориста-джихадиста из школы „Аль-Каиды“, совершающего зверства против гражданского населения алавитов». Кац подтвердил намерение Израиля продолжать оккупацию демилитаризованной зоны, защищать население на Голанских высотах и в Галилее, обеспечить демилитаризацию юга Сирии и защищать местное друзское население[29].
- Иран: Министерство иностранных дел Ирана заявило, что массовым убийствам алавитов, друзов, христиан и других меньшинств нет «никакого оправдания». Представитель назвал эти нападения «поистине ранящими чувства и совесть» соседних стран, а также всего международного сообщества.
- Казахстан: Министр иностранных дел Казахстана Мурат Нуртилеу заявил на чрезвычайном заседании Организации исламского сотрудничества, посвящённом эскалации в Сирии и Палестине, что Казахстан внимательно следит за событиями в Сирии с самого их начала. Он призвал страны-члены организации предпринять активные шаги по стабилизации продолжающихся беспорядков, следуя при этом интересам сирийского народа[30].
- Ливан: Лидер Свободного патриотического движения Джебран Бассиль назвал насилие серьезной опасностью не только для Сирии, но и для Ливана, и предупредил, что распространение насилия на религиозной почве может расколоть единство нации. Он призвал различные ливанские общины христиан и мусульман уважать друг друга и избегать возможных причин раскола[31].
- Нидерланды: Государственный секретарь по вопросам юстиции и безопасности четвертого кабинета Рютте Эрик ван дер Бург[англ.] осудил официальную реакцию Европейского союза на массовые убийства, заявив, что она «меняет местами роли виновных и жертв. Ответственность здесь несёт режим». Лидер партии «Новый общественный договор» Питер Омтзигт также осудил реакцию Европейского союза, назвав её «странным заявлением», основанным на «многочисленных ужасающих кадрах суммарных казней, которые, похоже, являются делом рук новых правителей и их союзников».
- Объединённые Арабские Эмираты: Министерство иностранных дел ОАЭ осудило нападения вооружённых повстанцев на сирийские силы безопасности и заявило, что ОАЭ поддерживают стабильность, суверенитет и территориальную целостность Сирии[32].
- Соединённые Штаты Америки: Госсекретарь США Марко Рубио осудил убийства и выразил соболезнования. Он также отметил, что Соединённые Штаты поддерживают религиозные и этнические меньшинства Сирии, включая христианские, друзские, алавитские и курдские общины, и что виновные в этих массовых убийствах меньшинств Сирии должны быть привлечены к ответственности[33].
- Франция: 8 марта Министерство Европы и иностранных дел[англ.] опубликовало заявление, в котором осудило все случаи насилия на религиозной почве и среди гражданского населения, происходящие в Сирии, и потребовало, чтобы сирийское переходное правительство провело независимое расследование по принципу Шараа для вынесения приговора виновным в региональном насилии и убийствах. Правительство Франции вновь выразило надежду на «мирный и инклюзивный политический переход» в Сирии, чтобы защитить страну от насилия и раздробленности[34].
- ООН: Организация Объединенных Наций призвала к немедленному расследованию сообщений о целенаправленных убийствах на основании религиозной идентичности. Гейр Педерсен — специальный посланник Организации Объединенных Наций в Сирии, выразил озабоченность по поводу интенсивных столкновений и убийств, отметив «очень тревожные сообщения о жертвах среди гражданского населения» в прибрежных районах между силами нынешней сирийской администрации[35].